# Dysymilacja
Dysymilacja (łac. dissimilis „niepodobny”), odpodobnienie, rozpodobnienie – proces fonetyczny, w wyniku którego wytwarzają się lub powiększają różnice pomiędzy głoskami w obrębie jakiegoś odcinka wypowiedzi, a więc głoski te stają się mniej podobne do siebie.
Przykłady dysymilacji:
- łac. arbore (klas. łac. arbor) > hiszp. árbol „drzewo” (r…r > r…l)
- łac. libellum (klas. łac. libella) > hiszp. nivel „poziom” (l…l > n…l)
- pol. lekki > dialektalnie letki (kk > tk)
- prasłowiańskie *pletti > *plesti „pleść”  (tt > st)
- pol. chrzan > dialektalnie krzan (chrz > krz – sekwencja dwu spółgłosek szczelinowych przekształca się w połączenie: spółgłoska zwarta + spółgłoska szczelinowa, a więc powiększa się różnica między dźwiękami)

Dysymilacja może dotyczyć zarówno głosek bezpośrednio ze sobą sąsiadujących, jak i oddzielonych innymi głoskami (tzw. dysymilacja na odległość).
Procesem przeciwnym do dysymilacji jest asymilacja.